# Edificio La Continental
El Edificio La Continental es un edificio de San Miguel de Tucumán, Tucumán, Argentina. Se sitúa frente a la Plaza Independencia, teniendo un uso residencial y comercial. Fue proyectado por la compañía La Continental, siendo considerado el primer edificio de altura de la capital. 

## Historia
Originalmente el sitio del actual edificio acogía la confitería Londres en su planta baja mientras la planta alta funcionaba como viviendas de alquiler y luego del club social El Círculo. La institución luego se trasladó al edificio del Jockey Club, creado de la fusión del club mencionado. Anteriormente ya existían en San Miguel de Tucumán edificaciones de gran altura como los edificios Roselló, del Banco de Tucumán y de la Galería Pezza, más no poseían la altura del edificio de La Continental. 
En 1938 la compañía La Continental inició la construcción del edificio que albergaría sus oficinas y departamentos, siendo inaugurado el 27 de agosto de 1939 por el gobernador Miguel Mario Campero y el obispo Agustín Barrere. Los arquitectos del proyecto fueron Raúl Togneri y Jaime Roca, realizando la obra de estilo internacional y racionalista. 

## Descripción
El edificio tiene 7 pisos superiores destinados a viviendas y una planta baja con locales comerciales. Los departamentos contaban con cocinas y heladeras eléctricas, agua potable, alacenas, un teléfono interno y un incinerador de residuos. 
Asimismo, en el sótano se encontraban secadores eléctricos y un depósito. Estas comodidades resultaban innovadoras y lujosas para los habitantes de esa época. En la planta baja se instalaron las oficinas de la compañía de seguros y comercios para diversos fines, como peluquerías y joyerías. Ahora, la planta baja concentra una heladería, una panadería y una cerrajería. 